# Mostellaria

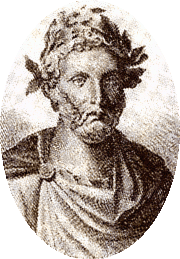
Portrait de Plaute.

Mostellaria, ou le Revenant est une comédie écrite par Plaute. Le thème de cette comédie a été repris notamment par Regnard en 1700, dans sa pièce, Le Retour imprévu.

## Résumé
Le premier acte présente les débauches auxquelles se livre Philolachès, profitant de l'absence de son père. 
Au second acte, c'est Tranion, le serviteur de Philolachès, qui annonce le « retour imprévu » sujet de la pièce de Régnard, c'est-à-dire le retour de Theuropidès (aussi appelé Theopropidès), le père du jeune débauché ; cette annonce plonge celui-ci dans un profond embarras, alors qu'il est entouré de convives dont certains, tels Callidamatès, sont sous l'emprise de l'ivresse. Mais Tranion compte sauver la situation en abordant seul Theuropidès, pendant que Philolachès et ses convives se renferment dans la maison.

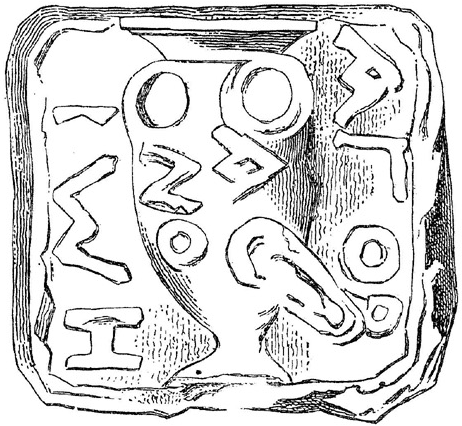
Une mine d'argent athénienne.

Tranion s'efforce ensuite d'éloigner Theuropidès en prétendant que la maison est hantée. Mais la mise en œuvre de ses fourberies se heurte à l'arrivée inopportune d'un usurier qui réclame son argent, obligeant alors Tranion à avouer au vieillard que Philolachès a emprunté quarante mines (une somme considérable). Il parvient cependant à amadouer Theuropidès en prétendant que cet emprunt était fort légitime, ayant pour but l'achat d'une maison. Le vieillard, rassuré, approuve alors cette action et promet à l'usurier de le rembourser. 
C'est au quatrième acte que toutes ces fourberies de Tranion commencent à se découvrir.
Au cinquième acte, le père de Philolachès est furieux, et insiste pour punir Tranion. C'est Callidamatès qui, malgré son ivresse, entreprend - et réussit - à apaiser Theuropidès, à réconcilier le père et le fils, et à obtenir le pardon de Tranion. C'est sur cet heureux et improbable dénouement que se conclut la pièce.